# Velas (freguesia)
Velas é uma freguesia do município de Velas, na ilha de São Jorge, Região Autónoma dos Açores,  com 15,18 km² de área e 1765 habitantes (censo de 2021). A sua densidade populacional é 116,3 hab./km².
Tem como padroeiro São Jorge.

## História
Velas foi a primeira vila da ilha, povoada primeiro que o Topo. O Topo foi o primeiro lugar onde aportaram os descobridores, o nome o indica. O primeiro lugar povoado, não. Como não foi Guilherme da Silveira (van der Haagen) o primeiro povoador de S. Jorge. Saindo Silveira do Faial para o Topo, o lugar mais remoto da ilha, havendo nesta parte da Calheta para oeste terrenos tão bons ou melhores do que os do Topo, foi por certo por estes e os do oeste estarem com outros povoadores. O que porém nos tira toda a dúvida de que as Velas foi primeiro povoado do que o Topo, e que não foi Guilherme da Silveira o primeiro povoador da ilha é que, tendo aportado ao Faial vindo da Alemanha(sic)em 1470, é o testamento do Infante D. Henrique, datado de 1460, em que declara ter mandado estabelecer a Igreja de S. Jorge, na lha de S. Jorge. E esta é na Vila das Velas, única que existe e tem existido na Ilha daquela designação".

## Demografia
A população registada nos censos foi:
| Distribuição da População por Grupos Etários | Distribuição da População por Grupos Etários | Distribuição da População por Grupos Etários | Distribuição da População por Grupos Etários | Distribuição da População por Grupos Etários |
| -------------------------------------------- | -------------------------------------------- | -------------------------------------------- | -------------------------------------------- | -------------------------------------------- |
| Ano                                          | 0-14 Anos                                    | 15-24 Anos                                   | 25-64 Anos                                   | > 65 Anos                                    |
| 2001                                         | 350                                          | 288                                          | 977                                          | 314                                          |
| 2011                                         | 286                                          | 259                                          | 1095                                         | 345                                          |
| 2021                                         | 217                                          | 172                                          | 1012                                         | 364                                          |